# Mbong
Pour les articles homonymes, voir Mbong (homonymie).
Mbong est une localité de la région du Centre au Cameroun, localisée dans la commune de Nsem et le département de la Haute-Sanaga.

## Population
En 1963, Mbong comptait 219 habitants, principalement des Bamvele.
Lors du recensement de 2005, ce nombre s'élevait à 337.